# Barkocin
Barkocin (deutsch Barkotzen) ist ein Dorf in der Landgemeinde Kołczygłowy (Alt Kolziglow) im Powiat Bytowski (Bütower Kreis).der polnischen Woiwodschaft Pommern.

## Geographische Lage
Das Dorf liegt in Hinterpommern, etwa 22 Kilometer nordöstlich von Miastko (Rummelsburg i. Pom.), 18 Kilometer westsüdwestlich von Bytów (Bütow), zehn Kilometer südlich des Kirchdorfs Kołczygłowy (Alt Kolziglow) und 1 ½ Kilometer südwestlich des Dorfs Łubno (Lubben).
Südöstlich des Dorfkerns liegt der Grenz-See.

## Geschichte

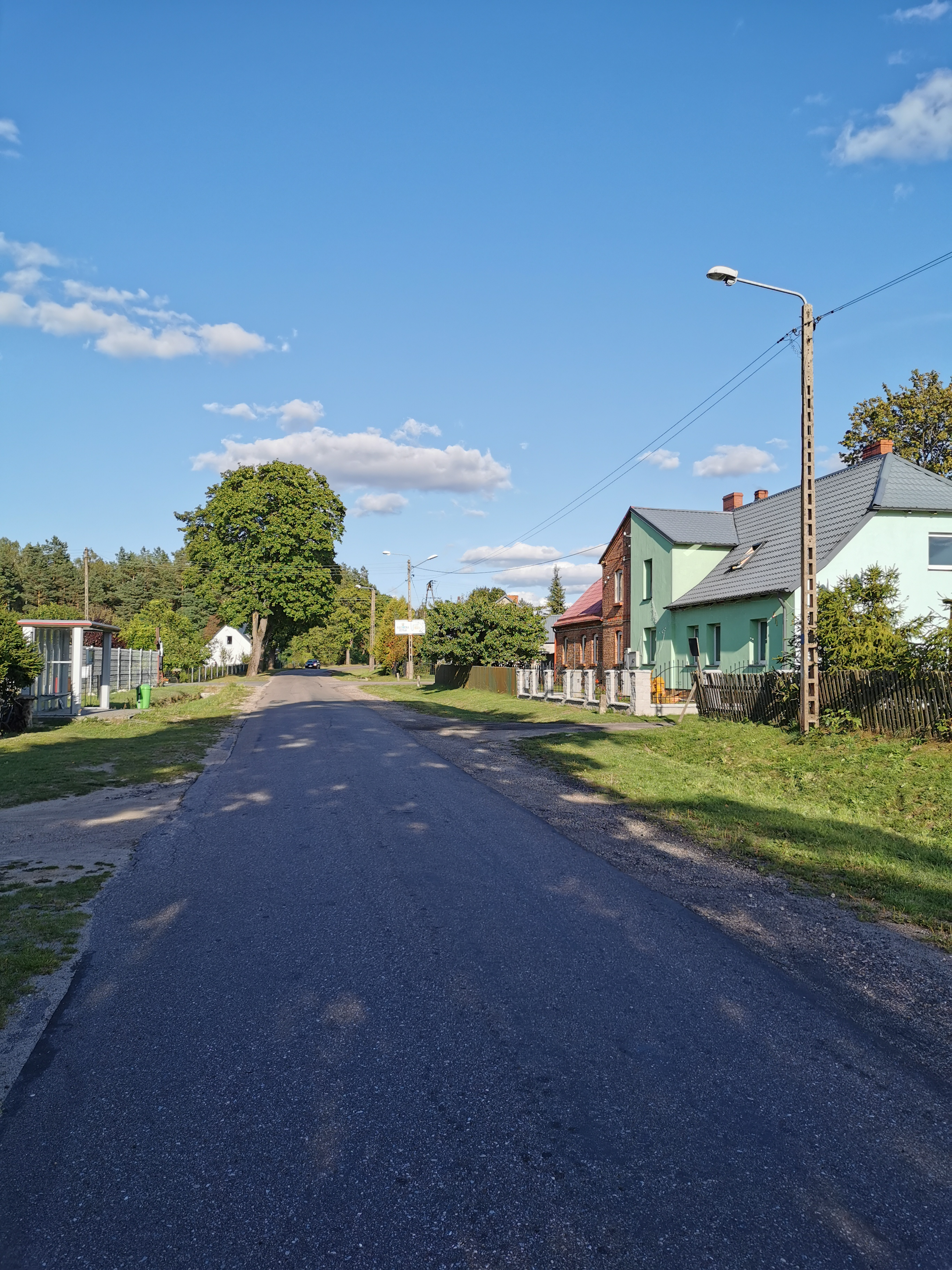
Dorfstraße (2019)

Barkotzen, nordöstlich von Rummelsburg und südlich des Dorfs Alt Kolziglow, auf einer Landkarte von 1915

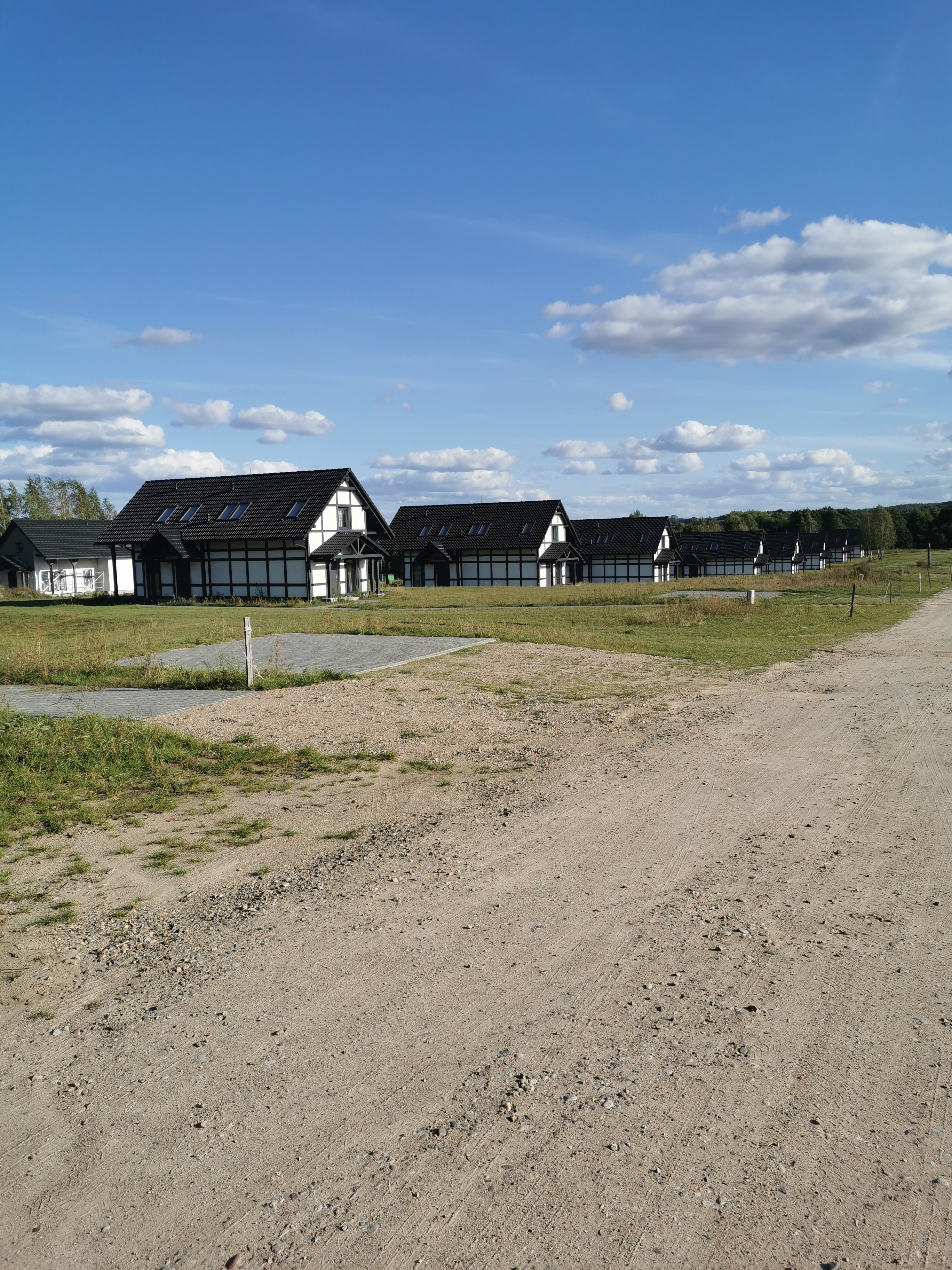
Siedlungshäuser in Barkotzen (= Alt Latzig) (2019)

Die alten Puttkamerschen Lehen Barkotzen und Latzig A kamen von Rüdiger von Puttkamer 1728 an seinen Sohn Henning Rüdiger, dessen Sohn, der Hauptmann Ernst Ludwig von Puttkamer sie erbte, am 12. Juni 1762 einen Erbvertrag mit seiner einzigen Schwester, Anna Eleonora vermählten von Wedelstaedt, abschloss und das Gut noch um 1782 besaß. Laut Vasallen-Tabelle befand sich um 1804 der 33 Jahre alte Ludwig von Puttkamer im Besitz von Barkotzen und Vorwerk Sophienthal sowie Alt und Neu Latzig. Um 1856 gehörte das inzwischen allodifizierte Rittergut Barkotzen einem Rentier namens Wolter.
Ein Wolter befand sich auch noch um 1884 im Besitz des Ritterguts mit Mühle. 1892 besaß ein W. Waltfried in Hamburg das Rittergut Barkotzen mit Vorwerk Sophienthal.
Am 30. April 1910 wurden die Landgemeinde Barkotzen und der Gutsbezirks Barkotzen zur Landgemeinde Barkotzen zusammengeschlossen.
Am 1. Dezember 1913 wurden auf der 649,8 Hektar großen Gemarkungsfläche des Guts Karlswalde 38viehhaltende Haushaltungen gezählt, die zusammen 57 Pferde, 201 Stück Rindvieh, 42 Schafe und 275 Stück Borstenvieh sowie 70 Gänse, 91 Enten, 773 Hühner 34 Truthühnr und 44 Bienenstöcke hielten.
Anfang der 1930er Jahre hatte die Landgemeinde Barkotzen eine Flächengröße von 6,5 km². Innerhalb der Gemeindegrenzen standen insgesamt 53 bewohnte Wohnhäuser an fünf verschiedenen Wohnstätten:
1. Barkotzen
2. Knasterkaten
3. Latzig
4. Sophienthal
5. Woitzelhof

Um 1935 gab es im Dorf Barkotzen unter anderem einen Gasthof, der von Otto Hänicke betrieben wurde.
Die Landgemeinde Barkotzen gehörte im Jahr 1945 zum Landkreis Rummelsburg im Regierungsbezirk Köslin der preußischen Provinz Pommern des Deutschen Reichs und war dem Amtsbezirk Lubben zugeordnet. Das Standesamt befand sich in Lubben.
Gegen Ende des Zweiten Weltkriegs wurde Barkotzen Anfang März 1945 von der Roten Armee besetzt.
Bald danach wurde Barkotzen zusammen mit ganz Hinterpommern von der Sowjetunion der Volksrepublik Polen zur Verwaltung überlassen. In der Folgezeit wurde die einheimische Bevölkerung von der polnischen Administration aus Barkotzen vertrieben. Der Ortsname Barkotzen wurde zu „Barkocin“ polonisiert.

### Demographie
| Jahr | Einwohner | Anmerkungen |
| ---- | --------- | --- |
| 1782 | –         | adliges Gut mit einem Vorwerk im Dorf und einem neuen Vorwerk auf der Feldmark, Sophienthal genannt, wo jetzt der Besitzer wohnt, einer Ziegelei, drei außerhalb des Dorfkerns wohnenden Halbbauern, drei Kossätenhöfen, einem Schulmeister und zehn Feuerstellen (Haushaltungen), wenig Holzung und Fischerei in Seen und Teichen |
| 1818 | 060       | Dorf mit Wassermühle, adlige Besitzung, zum Kirchspiel Alt Kolziglow gehörig |
| 1825 | 125       | Dorf mit einer Wassermühle, einem Kossätenhof und 60 Einwohnern sowie mit dem Vorwerk Sophienthal mit 65 Einwohnern |
| 1832 | 139       | Dorf mit einer Wassermühle und einem Kossätenhof, sieben Häusern und 75 Einwohnern, einem Patrimonialgericht, adlige Besitzung, zum Kirchspiel Alt Kolziglow gehörig; dazu Vorwerk Sophienthal mit acht Häusern und 64 Einwohnern                                                                                                  |
| 1852 | 232       | Dorf |
| 1864 | 269       | am 3. Dezember, Gemeindebezirk mit 44 Einwohnern und einem Flächeninhalt von 27896 Morgen sowie Gutsbezirk mit 225 Einwohnern und einem Flächeninhalt von 4426,30 Morgen |
| 1867 | 319       | am 3. Dezember, davon 58 im Gemeindebezirk und 261 im Gutsbezirk |
| 1871 | 298       | am 1. Dezember, davon 44 im Gemeindebezirk (sämtlich Evangelische) und 254 im Gutsbezirk (253 Evangelische, ein Katholik). |
| 1885 | 279       | am 1. Dezember, Gemeindebezirk mit einem Flächeninhalt von 74 Hektar und 59 Einwohnern (sämtlich Evangelische) und Gutsbezirk mit einem Flächeninhalt von 1130 Hektar und 205 Einwohnern (sämtlich Evangelische),< nach anderen Angaben 264 Einwohner                                                                              |
| 1895 | 376       | am 2. Dezember, Gemeindebezirk mit einem Flächeninhalt von 73,5 Hektar und 77 Einwohnern (75 Evangelische, zwei sonstige Christen) sowie Gutsbezirk mit einem Flächeninhalt von 1130,1 Hektar und 299 Einwohnern (292 Evangelische, sieben Katholiken)                                                                             |
| 1010 | 306       | am 1. Dezember, Dorf |
| 1925 | 287       | darunter 246 Evangelische und zwei Katholiken |
| 1933 | 256       | [ 17 ] |
| 1939 | 256       | [ 17 ] |

## Kirche

### Kirchspiel bis 1945
Die vor 1945 in Barkotzen anwesenden Dorfbewohner waren größtenteils evangelischer Konfession. Die evangelischen Einwohner gehörten zum evangelischen Kirchspiel Alt Kolziglow im Kirchenkreis Schlawe in der Kirchenprovinz Pommern der Evangelischen Kirche der Altpreußischen Union.
Ds katholische Kirchspiel war in Rummelsburg i. Pom.

### Kirchspiel seit 1946
Die seit 1945 und Vertreibung der Einheimischen hier lebende polnische Dorfbevölkerung ist größtenteils römisch-katholisch und gehört der Römisch-katholischen Kirche in Polen an.
Hier lebenden evangelische Kirchenglieder werden von der Evangelisch-Augsburgischen Kirche in Polen betreut. Das zuständige Pfarramt ist das der Kreuzkirche in Słupsk (Stolp).

## Trivia
In älterer Zeit sollen nicht wenige Einwohner in Barkotzen recht arm gewesen sein.

## Persönlichkeiten
- Franz Christoph Wittich (* 17. August 1696 in Barkotzen; † 1. Mai 1742 in Brieg in Schlesien), Obersteuereinnehmer in Brieg, vordem Stadtschreiber und Bürgermeister zu Rummelsburg